# 復克
《復克》專輯繼《李克勤演奏廳》系列後，第三張以高質量的Hi-fi發燒音樂專輯，本來新碟概念是一半新歌、一半翻唱，後來訂出的翻唱曲目，有很多都是改編玉置浩二作品，之後索性集中在翻唱部分，將新歌如《前進》押後推出 EP。
製作有別於《李克勤演奏廳》系列，以簡約、舒服為主，刻意採用了「近咪」方式來錄音，營造出像在耳邊細訴感覺，希望適合放工駕車時，或晚上用一套好的音響細意享受，更邀請了一班很有潛質的學生樂手去參與製作包括：傑青鋼琴家李偉安（Warren Lee）、 國際級小號手Paul Panich、本地結他高手Danny Leung、12歲鋼琴手鄺逸晴 Valerie Kwong、 少年小提手Ellie Cheung，而Ellie更於10年前為克勤的音樂會伴奏。

## 簡短專輯介紹
1. 沉默的眼睛（原唱：張學友）
Pianist: Warren Lee（李偉安），Violinist: Cheung Ting Yung，Oboist: Sophie Mok（莫思奇）
希望呈現出最孤寂的感覺給聽眾，歌曲中用上了鋼琴、小號、單簧管及弦樂等樂器伴奏，而敲擊樂在整首歌曲旋律上比較輕聲，以呈現孤寂之感。
2. 藍月亮
這首歌曲是克勤的經典之作之一，與原曲的《藍月亮》有不一樣的編排，整首歌比原曲的節奏改成比教swing，帶有一種浪漫醉人的感覺。另外，得到Danny Leung 這位結他高手配合克勤的歌聲，令歌曲感覺更完美。
3. 酒紅色的心（原唱：譚詠麟）
電結他、尼龍線結他再加上空心低音電結他，配上克勤冷冷的演繹帶給一種又冷又神秘感覺，與原作POP Rock 的風格截然不同。
4. 痴情意外（原唱：陳慧嫻）
Pianist Featuring: 李偉安
這是一首有一種糾纏感覺的歌曲，以鋼琴彈奏主調再配以弦樂四重奏（Quartet）為歌曲增添立體感，亦為歌曲增加幽怨感。
5. 誰最愛你（原唱：蔡國權）
Pianist: Huang Naiwei
換上Acoustic結他令歌曲變成一首中慢的歌曲，配上簡單的編曲，使克勤的歌聲更加立體，更為透澈。
6. 如果這是情（原唱：黎明）
Pianist: Huang Naiwei
歌曲以Acoustic尼龍線結他作為intro代替原作的琴聲，令歌曲更簡潔靜態。
7. 一千零一夜
這是另一首克勤的原唱歌曲，歌曲中邀請了國際級小號大師Paul Panich為這首歌曲吹奏，而這次用上的樂氣是Flugelhorn（粗管短號），音色比小號更 warm tone, 更為配合歌曲的意境，再配上荒井 壯一郎的演奏的Percussion，令歌曲的編排更為精彩。
8. 句號（原曲：路中情）（由陳詠謙重新填寫歌詞）
Pianist: Valerie Yat Ching Kwong（鄺逸晴），Harmonica featuring: Kenneth Chan（陳樹強）
由陳詠謙重新譜上歌詞，與玉置浩二日文原曲一樣同以Tonight開首，描述一位丈夫發現妻子身邊出現第三者，丈夫只好離開成全他們。

## 曲目
| 曲序 | 曲目                       |               | 编曲           | 製作人 | 备注                                          |
| ---- | -------------------------- | ------------- | -------------- | ------ | --------------------------------------------- |
| 1.   | 沉默的眼睛（原唱：張學友） | 陳少琪        | Jim Ling       | 舒文   |                                               |
| 2.   | 藍月亮                     | 向雪懷        | 馮翰銘         | 馮翰銘 |                                               |
| 3.   | 酒紅色的心（原唱：譚詠麟） | 向雪懷        | Joey Tang 舒文 | 舒文   |                                               |
| 4.   | 痴情意外（原唱：陳慧嫻）   | 潘源良 時葆茵 | Jim Ling       | 舒文   |                                               |
| 5.   | 誰最愛你（原唱：蔡國權）   | 向雪懷        | Adrian Chan    | 舒文   |                                               |
| 6.   | 如果這是情（原唱：黎明）   | 向雪懷        | Kenix Cheang   | 舒文   |                                               |
| 7.   | 一千零一夜                 | 向雪懷        | 馮翰銘         | 馮翰銘 |                                               |
| 8.   | 句號（原唱：夏韶聲）       | 陳詠謙        | Larry Wong     | 舒文   | 原曲：路中情 作詞潘源良，由陳詠謙重新填寫歌詞 |

## 派台歌曲成績

### 香港四台流行榜成績
| 歌曲       | 903專業推介 | 997勁爆流行榜 | RTHK中文歌曲龍虎榜 | TVB勁歌金榜 |
| ---------- | ----------- | ------------- | ------------------ | ----------- |
| 沉默的眼睛 | 2           | 1             | 1                  | -           |

- 粗體代表冠軍歌

### 走勢
- 新城電台 勁爆本地榜
  - 16->14->11->11->10->6->7->6->7-> 1 (10星期)
- 商業電台 叱咤903專業推介
  - 16->13->13->13->2 (5星期)
- 香港電台 中文歌曲龍虎榜
  - 17->16->4->2->1->9 (6星期)
- HMV唱片銷量榜
  - 3->2->2->3->3->6->5->7->11 (9星期)

## 外部連結
- 李克勤官方網頁
- 復克  環球唱片 - 正東唱片 （页面存档备份，存于）